# Regal Lady
Le MV Regal Lady est un navire à passagers britannique opérant à partir du port de Scarborough,dans le Yorkshire du Nord. Il opère pour la Scarborough Pleasure Steamers Ltd..
Le navire, sous le nom de Ouldon Belle a participé à l'Opération Dynamo à Dunkerque. a été mis hors service en 1946, et en 1954 a été déplacé à Scarborough et rebaptisé à son nom actuel.
Il est classé bateau historique depuis 1993 par le National Historic Ships UK  et au registre du National Historic Fleet.

## Caractéristiques
Lancé en mai 1930, du chantier Fellows and Co de Great Yarmouth, ce navire à passagers du nom de Ouldon Belle est d'une conception unique. Étant trop long pour virer sur les voies navigables assez étroites, il a un système de double gouvernail : un à l'avant pour les manœuvres en arrière et l'autre normalement à l'arrière. Il est propulsé par un moteur diesel Gardner Marine, a une vitesse de croisière de 9 nœuds.

## Royal Navy
En 1940, Ouldon Belle et son équipage furent réquisitionnés par l'Amirauté britannique pour participer à l'Opération Dynamo, pour l'évacuation des troupes britanniques de Dunkerque. En trois passage, il a transporté 1200 soldats jusqu'à Ramsgate.
Après cet épisode, il a été transféré sur la rivière Clyde en Écosse, pour servir de transbordeur aux troupes américaines arrivant avec les grands paquebots, Queen Mary et RMS Queen Elizabeth.

## Service commercial
En 1945, il a été rendu à ses propriétaires originaux basés à Great Yarmouth. Le nom Regal Lady lui a été attribué en 1954. Une tradition datant du début du XXe siècle fit qu'il soit sixième et dernier navire à Scarborough à porter le nom de «Lady».
En 1958, il a été modernisé. Un pont supplémentaire, une timonerie et une nouvelle cheminée ont été ajoutés. Son gouvernail avant a été enlevé. En 1962, Regal Lady a été équipé d'un radar de navigation.